# Canaan (Maine)
Canaan ist eine Town im Somerset County des Bundesstaates Maine in den Vereinigten Staaten. Im Jahr 2020 lebten dort 2193 Einwohner in 1078 Haushalten auf einer Fläche von 109,12 km².

## Geographie
Nach dem United States Census Bureau hat Canaan eine Gesamtfläche von 109,12 km², von der 106,60 km² Land sind und 2,51 km² aus Gewässern bestehen.

### Geographische Lage
Canaan liegt im Süden des Somerset Countys und grenzt an das Kennebec County. Der Carrabassett River fließt durch die Town. Im Nordosten grenzt der Morrill Pond an, im Osten der Sibley Pond und im Westen der Lake George. Die Oberfläche ist leicht hügelig, der zentral gelegene, 233 m hohe Goodwin Hill, ist die höchste Erhebung.

### Nachbargemeinden
Alle Entfernungen sind als Luftlinien zwischen den offiziellen Koordinaten der Orte aus der Volkszählung 2010 angegeben.
- Norden: Hartland, 11,1 km
- Osten: Pittsfield, 9,0 km
- Süden: Clinton, Kennebec County, 5,0 km
- Westen: Skowhegan, 10,5 km
- Nordwesten: Cornville, 13,8 km

### Stadtgliederung
In Canaan gibt es drei Siedlungsgebiete: Browns Corner, Canaan und East Canaan.

### Klima
Die mittlere Durchschnittstemperatur in Canaan liegt zwischen −11,1 °C (12 °F) im Januar und 20,0 °C (68 °F) im Juli. Damit ist der Ort gegenüber dem langjährigen Mittel der USA um etwa 9 Grad kühler. Die Schneefälle zwischen Oktober und Mai liegen mit bis zu zweieinhalb Metern mehr als doppelt so hoch wie die mittlere Schneehöhe in den USA; die tägliche Sonnenscheindauer liegt am unteren Rand des Wertespektrums der USA.

## Geschichte
Eine erste Siedlung soll in Canaan bereits um 1770 errichtet worden sein. Vermessen wurde das Gebiet im Jahr 1779 durch John Jones und am 18. Juni 1788 als Town organisiert. Der Name leitete sich ab von der Schönheit der Landschaft und den fruchtbaren Böden in dem Gebiet. Zuvor war das Gebiet als Wesserunset Plantation oder auch Heywoodston nach dem ersten Siedler Peter Heywood benannt. Zum Gebiet gehörte zunächst auch das Gebiet der Town Skowhegan. Im Sommer 1911 zerstörte ein Feuer einen großen Teil von Canaan.
Im Jahr 1814 wurde Land abgegeben, aus dem sich die Town Bloomfield gründete, welche im Jahr 1814 nach Skowhegan eingegliedert wurde. Im Jahr 1823 wurde Land an Milburn abgegeben, welches heute ebenfalls zu Skowhegan gehört. Ein Teil von Warsaw, heute Pittsfield, wurde im Jahr 1824 hinzugenommen, weitere Teile in den Jahren 1830 und 1841. Teile von Hartland wurden im Jahr 1849 hinzugenommen. Ein Teil von Clinton im Jahr 1849, jedoch bereits im Jahr 1850 zurückgegeben.

### Einwohnerentwicklung
| Volkszählungsergebnisse – Town of Canaan, Maine | Volkszählungsergebnisse – Town of Canaan, Maine | Volkszählungsergebnisse – Town of Canaan, Maine | Volkszählungsergebnisse – Town of Canaan, Maine | Volkszählungsergebnisse – Town of Canaan, Maine | Volkszählungsergebnisse – Town of Canaan, Maine | Volkszählungsergebnisse – Town of Canaan, Maine | Volkszählungsergebnisse – Town of Canaan, Maine | Volkszählungsergebnisse – Town of Canaan, Maine | Volkszählungsergebnisse – Town of Canaan, Maine | Volkszählungsergebnisse – Town of Canaan, Maine |
| Jahr                                            | 1700                                            | 1710                                            | 1720                                            | 1730                                            | 1740                                            | 1750                                            | 1760                                            | 1770                                            | 1780                                            | 1790                                            |
| ----------------------------------------------- | ----------------------------------------------- | ----------------------------------------------- | ----------------------------------------------- | ----------------------------------------------- | ----------------------------------------------- | ----------------------------------------------- | ----------------------------------------------- | ----------------------------------------------- | ----------------------------------------------- | ----------------------------------------------- |
| Einwohner                                       |                                                 |                                                 |                                                 |                                                 |                                                 |                                                 |                                                 |                                                 |                                                 | 132                                             |
| Jahr                                            | 1800                                            | 1810                                            | 1820                                            | 1830                                            | 1840                                            | 1850                                            | 1860                                            | 1870                                            | 1880                                            | 1890                                            |
| Einwohner                                       | 720                                             | 1275                                            | 1470                                            | 1076                                            | 1379                                            | 1696                                            | 1715                                            | 1472                                            | 1281                                            | 1130                                            |
| Jahr                                            | 1900                                            | 1910                                            | 1920                                            | 1930                                            | 1940                                            | 1950                                            | 1960                                            | 1970                                            | 1980                                            | 1990                                            |
| Einwohner                                       | 977                                             | 874                                             | 822                                             | 714                                             | 717                                             | 785                                             | 800                                             | 904                                             | 1189                                            | 1636                                            |
| Jahr                                            | 2000                                            | 2010                                            | 2020                                            | 2030                                            | 2040                                            | 2050                                            | 2060                                            | 2070                                            | 2080                                            | 2090                                            |
| Einwohner                                       | 2017                                            | 2275                                            | 2193                                            |                                                 |                                                 |                                                 |                                                 |                                                 |                                                 |                                                 |

## Wirtschaft und Infrastruktur

### Verkehr
Durch Canaan verläuft in westöstlicher Richtung der U.S. Highway 2 sowie in nordsüdlicher Richtung die Maine State Route 23.

### Öffentliche Einrichtungen
Es gibt keine medizinischen Einrichtungen in Canaan. Die nächstgelegenen befinden sich in Skowhegan, Pittsfield und Hartland.
In Canaan befindet sich die Canaan Public Library in der Hinckley Road.

### Bildung
Canaan gehört mit Cornville, Mercer, Norridgewock, Skowhegan und Smithfield zum RSU #54/MSAD #54 School District.
Im Schulbezirk werden mehrere Schulen angeboten:
- North Elementary School in Skowhegan, Pre-Kindergarten und Kindergarten
- Canaan Elementary School in Canaan, mit Schulklassen von Pre-Kindergarten bis 8. Schuljahr
- Mill Stream Elementary School in Norridgewock, mit Schulklassen von Pre-Kindergarten bis 6. Schuljahr
- Bloomfield Elementary School in Skowhegan, mit den Schulklassen 1 bis 3
- Margaret Chase Smith School in Skowhegan, mit den Schulklassen 4 bis 5
- Marti Stevens Learning Center in Skowhegan
- Skowhegan Area Middle School in Skowhegan, mit den Schulklassen 6 bis 8
- Skowhegan Area High School in Skowhegan, mit den Schulklassen 9 bis 12